# Fortín Soledad
Fortín Soledad est une localité argentine située dans le département de Bermejo, province de Formosa. Elle est située à 70 km de la ville de Las Lomitas, accessible par la route provinciale 32.

## Démographie
Elle compte 370 habitants (Indec, 2010), et ne compte aucun précédent recensement.